# Bardon Hill
Bardon Hill är en kulle i Storbritannien.   Den ligger i grevskapet Leicestershire och riksdelen England, i den södra delen av landet, 160 km nordväst om huvudstaden London. Toppen på Bardon Hill är 244 meter över havet.
Terrängen runt Bardon Hill är huvudsakligen platt, men österut är den kuperad. Runt Bardon Hill är det tätbefolkat, med 613 invånare per kvadratkilometer. Närmaste större samhälle är Leicester, 15,2 km sydost om Bardon Hill. Omgivningarna runt Bardon Hill är en mosaik av jordbruksmark och naturlig växtlighet.